# Karoli
Karoli je priimek v Sloveniji, ki ga je po podatkih Statističnega urada Republike Slovenije na dan 1. januarja 2010 uporabljalo 58 oseb.

## Znani nosilci priimka
- Andrej Karoli (*1970), radijski voditelj, glasbeni urednik
- Barbara Karoli, kamišibajkarka